# Artoria schizocoides
Artoria schizocoides är en spindelart som beskrevs av Volker W. Framenau och Hebets 2007. Artoria schizocoides ingår i släktet Artoria och familjen vargspindlar.
Artens utbredningsområde är Western Australia. Inga underarter finns listade i Catalogue of Life.